# 森本昌義
森本 昌義（もりもと まさよし、1939年 - ）は、日本の実業家。英国国立ウェールズ大学経営大学院MBA（日本語）プログラム・CSR担当講師、森本CSR研究室主宰、経営倫理士、M．ProーConsulting代表取締役社長。
1939年大阪市生まれ。大阪府立北野高等学校を経て、1962年東京大学法学部卒業。ソニーに入社後、米コロンビア大学経営大学院留学、ソニーアメリカに15年、ソニーブラジルに10年勤務したのち、ソニー執行役員専務、アイワ代表取締役社長を経て、2003年6月25日にベネッセコーポレーションの代表取締役社長兼COOに就任。
その後、2006年6月代表取締役社長兼CEOに昇格。2007年2月21日、CEOを辞任し同社を退社。以降は自身のオフィスで経営コンサルティングを手がける。TBS系『がっちりマンデー!!』、テレビ東京『日経スペシャル カンブリア宮殿』に出演した。
一人娘はアメリカ国籍をもっており、弁護士としてサンフランシスコ連邦控訴裁判所に勤務している。

## テレビ出演
ベネッセコーポレーション社長として出演。
- がっちりマンデー!!（2006年3月5日、TBS）[4]
- 日経スペシャル カンブリア宮殿 「"情報"で、教育が変わる」（2007年2月19日、テレビ東京）[5]

## 書籍

### 著書
- 『戦略的CSRのススメ 人心を動かし、会社を元気にする』（編著:森本昌義）（2010年3月10日、日新報道）ISBN 9784817406958